# Possenfelden
Possenfelden ist ein Gemeindeteil der Stadt Schlüsselfeld im Landkreis Bamberg (Oberfranken, Bayern). Possenfelden liegt in der Gemarkung Elsendorf.

## Geografie
Durch das Kirchdorf fließt der Weidengraben, ein linker Zufluss der Reichen Ebrach. 0,5 km weiter südlich befindet sich ein Neubau- und Gewerbegebiet von Elsendorf. Ansonsten ist der Ort von Acker- und Grünland mit vereinzeltem Baumbestand umgeben. 1 km westlich erhebt sich der Weinberg (344 m ü. NHN), 1,5 km nordwestlich die Eckersbacher Höhe (365 m ü. NHN). 0,5 km nordöstlich liegt das Waldgebiet Schorn.
Die Kreisstraße BA 50 verläuft nach Elsendorf zur Staatsstraße 2260 (0,6 km südlich) bzw. nach Eckersbach (1,9 km nordwestlich). Eine Gemeindeverbindungsstraße verläuft nach Reumannswind (1,9 km nordöstlich).

## Geschichte
Der Ort wurde als Haufendorf um einen Dorfweiher herum angelegt. Erstmals urkundlich erwähnt wurde der Ort im Jahr 1421 als „Bossenfelden“. Der Ortsname leitet sich von einem gleichlautenden Flurnamen ab, mit dem minderwertige („böse“) Felder bezeichnet wurden. Lehnsherr im Ort war das Hochstift Würzburg. Lehensträger waren 1592 die Nürnberger Patrizier von Holzschuher über elf Anwesen und die Bamberger Patrizier Zollner vom Brand. Nach deren Aussterben im 18. Jahrhundert erwarben die Grafen von Schönborn das Lehen. Das Hochgericht übte das würzburgische Centamt Schlüsselfeld aus. Es gab auch Anwesen, die dem Amt Schlüsselfeld direkt unterstanden.
Im Rahmen des Gemeindeedikts wurde Possenfelden dem 1808 gebildeten Steuerdistrikt Elsendorf und der im selben Jahr gebildeten Ruralgemeinde Elsendorf zugewiesen. 13 Anwesen unterstanden in der freiwilligen Gerichtsbarkeit dem Patrimonialgericht Vestenbergsgreuth (bis 1848).
Am 1. Mai 1978 wurde Possenfelden im Zuge der Gebietsreform in die Stadt Schlüsselfeld eingegliedert.

### Baudenkmäler
- Reumannswinder Str. 7: Katholische Kirche, zwei Kreuzsteine
- Wegkapelle
- Kreuzstein
- Grenzstein

### Einwohnerentwicklung
| Jahr      | 001819 | 001861 | 001871 | 001885 | 001900 | 001925 | 001950 | 001961 | 001970 | 001987 | 002019 | 002022 |
| Einwohner | 113    | 114    | 134    | 139    | 131    | 123    | 164    | 137    | 134    | 164    | 143    | 142    |
| Häuser    |        |        |        | 23     | 23     | 22     | 25     | 27     |        | 35     |        |        |
| Quelle    | [ 10 ] | [ 11 ] | [ 12 ] | [ 13 ] | [ 14 ] | [ 15 ] | [ 16 ] | [ 17 ] | [ 18 ] | [ 19 ] |        | [ 1 ]  |

## Religion
Der Ort ist bis heute überwiegend katholisch und gehört bis heute zur Kirchengemeinde St. Laurentius (Elsendorf). Die Einwohner evangelisch-lutherischer Konfession sind in die Schlosskirche (Weingartsgreuth) gepfarrt.